# Pebas-Vieraugenbeutelratte
Die Pebas-Vieraugenbeutelratte (Philander pebas) ist eine südamerikanische Beutelsäugerart aus der Gattung der Vieraugenbeutelratten (Philander). Sie wurde erst im Januar 2018 beschrieben und kommt im westlichen brasilianischen Amazonasbecken, im östlichen Tiefland von Ecuador und Peru und möglicherweise auch im Südosten von Kolumbien im Einzugsgebiet von Río Caquetá und Río Putumayo vor. Der Artname pebas kommt vom Namen des Pebas-Sees, ein Seensystem des Miozäns im westlichen Amazonasbecken.

## Merkmale
Philander pebas hat ein sehr kurzes Rückenfell. Die Haare sind maximal 12 mm lang. Das Fell ist einfarbig grau, manchmal in der Rückenmitte etwas dunkler. Ein ausgeprägter dunkler Streifen auf der Rückenmitte wird aber nicht gebildet. Das Bauchfell ist überwiegend grau, in der Leistengegend hin und wieder cremefarbenen oder hell braungelb. Die Kopfoberseite ist grau, manchmal mit einer Tendenz ins schwärzliche, niemals aber rein schwarz. Philander pebas unterscheidet sich durch den gefalteten und gerillten Zahnschmelz seiner Molaren von allen anderen Vieraugenbeutelratten. Das Merkmal ist vor allem bei den Jungtieren auszumachen, bleibt aber beim vierten Molar auch bei älteren Erwachsenen noch sichtbar.
Philander pebas und Philander canus sind die kleinsten Arten der Vieraugenbeutelratten. Genaue Angaben über die Kopfrumpflänge, die Schwanzlänge oder das Gewicht von Philander pebas liegen bislang nicht vor.
Im nordöstlichen Peru kommt die Pebas-Vieraugenbeutelratte sympatrisch mit der Schwarzen Vieraugenbeutelratte (P. andersoni) vor, im südöstlichen Peru zusammen mit Philander canus und McIlhennys Vieraugenbeutelratte (P. mcilhennyi).
Von Philander canus, der Schwesterart, unterscheidet sich Philander pebas durch den größeren Wuchs und die Morphometrie des Schädels. Das Nasenbein von Philander pebas ist länger und schmaler, das Gaumenbein ist länger, der Augenabstand ist größer. Das Fell der Bauchseite von Philander canus ist vom Kinn bis zur Leiste weißlich, cremefarben oder hell braungelb, das von Philander pebas dagegen grau mit weißlichen, cremefarbenen oder hell braungelben Tönen lediglich am Kinn, auf der Brust oder an der Leiste bei wenigen Exemplaren, aber niemals durchgehend. Bei Philander pebas ist das beschuppte, letzte Viertel des Schwanzes oder weniger weiß gefärbt, bei Philander canus ist es ein Drittel bis die Hälfte. Die Schwarze Vieraugenbeutelratte hat im Unterschied zu Philander pebas einen deutlichen dunklen Rückenmittelstreifen und bei ihr und bei der Schwarzen Vieraugenbeutelratte (Philander andersoni) ist mindestens die Hälfte des Schwanzes weiß. McIlhennys Vieraugen-Beutelratte ist schwärzlich und hat ein längeres Fell.

## Lebensraum
Die Pebas-Vieraugenbeutelratte kommt im Tieflandregenwald im westlichen Amazonasbecken vor. Dabei wurde die Art bisher eher in der Várzea gefunden, also in Gebieten, die durch den jahreszeitlich schwankenden Wasserspiegel von Weißwasserflüssen periodisch überflutet werden. Terra Firme („festes Land“), das sind die Regionen außerhalb des Überschwemmungsregimes der großen Flüsse, scheint die Art zu meiden. Außerdem kommt sie in Sümpfen, in Sekundärwäldern und auf Agrarflächen vor. Die dafür nötige Anpassungsfähigkeit resultiert möglicherweise auf die gewohnten saisonalen Wanderungen aus überschwemmten Flächen auf trockenes Land. Die Schwarze Vieraugenbeutelratte ist dagegen auf Primärwälder beschränkt.

## Nachweise
1. 1 2 3 4 5 6  Robert S. Voss, Juan F. Díaz-Nieto and Sharon A. Jansa. 2018. A Revision of Philander (Marsupialia: Didelphidae), Part 1: P. quica, P. canus, and A New Species from Amazonia. American Museum Novitates. Number 3891; 1–70. DOI: 10.1206/3891.1